# Hyposoter seniculus
Hyposoter seniculus là một loài tò vò trong họ Ichneumonidae.